# Таррагона
Тарраго́на (кат. Tarragona, вимовляється літературною каталанською [tərəɣ'onə], ісп. Tarragona, фр. Тарраґо́н, Tarragone) — місто, розташоване в Автономній області Каталонія в Іспанії.
Знаходиться у районі (кумарці) Таррагунес провінції Таррагона, згідно з новою адміністративною реформою перебуватиме у складі баґарії Камп да Таррагона.

## Етимологія назви міста
Назва походить від іберійського Тарраконе (ібер. Tarracōne), що у латині дало Тарра́ко (лат. Tarraco). У 1252 р. зафіксовано написання Terrachona (Capmany Mem. ii, 21), у 1450 р. — написання Terracona (муніципальний архів Барселони). Значення назви невідоме.

## Населення
Населення міста (у 2018 р.) становить 132 299 осіб (з них менше 14 років — 15,7%, від 15 до 64 — 69,7%, понад 65 років — 14,7%). У 2006 р. народжуваність склала 1.727 осіб, смертність — 913 осіб, зареєстровано 668 шлюбів. У 2001 р. активне населення становило 54.572 особи, з них безробітних — 5.589 осіб.
Серед осіб, які проживали на території міста у 2001 р., 72.034 народилися в Каталонії (з них 55.073 особи у тому самому районі, або кумарці), 36.503 особи приїхали з інших областей Іспанії, а 4.592 особи приїхали з-за кордону. 
Університетську освіту має 14,4% усього населення. 
У 2001 р. нараховувалося 41.116 домогосподарств (з них 20,5% складалися з однієї особи, 27,1% з двох осіб,22,1% з 3 осіб, 21,6% з 4 осіб, 6,3% з 5 осіб, 1,7% з 6 осіб, 0,4% з 7 осіб, 0,2% з 8 осіб і 0,1% з 9 і більше осіб).
Активне населення міста у 2001 р. працювало у таких сферах діяльності: у сільському господарстві — 1,5%, у промисловості — 18,8%, на будівництві — 11,2% і у сфері обслуговування — 68,5%. 
У муніципалітеті або у власному районі (кумарці) працює 52.342 особи, поза районом — 12.824 особи.

### Доходи населення
У 2002 р. доходи населення розподілялися таким чином :
| \| Доходи населення за статтями доходів \| Доходи населення за статтями доходів \| Доходи населення за статтями доходів \| \| Рік \| 2002 р. \| 2001 р. \| \| ------------------------------------ \| ------------------------------------ \| ------------------------------------ \| \| Заробітна платня \| 68,5% \| 69,2% \| \| Доходи від ведення бізнесу \| 19,3% \| 18,8% \| \| Соціальна допомога \| 12,2% \| 12% \| |         |         |
| Доходи населення за статтями доходів |         |         |
| Рік | 2002 р. | 2001 р. |
| Заробітна платня | 68,5%   | 69,2%   |
| Доходи від ведення бізнесу | 19,3%   | 18,8%   |
| Соціальна допомога | 12,2%   | 12%     |

### Безробіття
У 2007 р. нараховувалося 4.920 безробітних (у 2006 р. — 5.198 безробітних), з них чоловіки становили 43,3%, а жінки — 56,7%.

## Економіка
У 1996 р. валовий внутрішній продукт розподілявся по сферах діяльності таким чином :
| Валовий внутрішній продукт | Валовий внутрішній продукт | Валовий внутрішній продукт |
| Рік                        | 1996 р.                    | 1991 р.                    |
| -------------------------- | -------------------------- | -------------------------- |
| Сільське господарство      | 0,8%                       | 1,1%                       |
| Промисловість              | 33,1%                      | 33,6%                      |
| Будівництво                | 7,5%                       | 10,1%                      |
| Послуги                    | 58,6%                      | 55,2%                      |

### Підприємства міста

#### Промислові підприємства
| Промислові підприємства міста, за сферою діяльності | Промислові підприємства міста, за сферою діяльності | Промислові підприємства міста, за сферою діяльності |
| Рік                                                 | 2002 р.                                             | 2001 р.                                             |
| --------------------------------------------------- | --------------------------------------------------- | --------------------------------------------------- |
| Енергетичні та водні ресурси                        | 3,7%                                                | 4%                                                  |
| Хімія та метали                                     | 10,4%                                               | 10,8%                                               |
| Переробка металів                                   | 35,9%                                               | 34,9%                                               |
| Продукти харчування                                 | 8,6%                                                | 8,3%                                                |
| Текстиль                                            | 6,7%                                                | 6,4%                                                |
| Виробництво меблів, видання                         | 27,5%                                               | 29%                                                 |
| Інше                                                | 7,2%                                                | 6,6%                                                |
| Усього підприємств                                  | 432                                                 | 424                                                 |

#### Роздрібна торгівля
| Підприємства роздрібної торгівлі міста, за сферою діяльності | Підприємства роздрібної торгівлі міста, за сферою діяльності | Підприємства роздрібної торгівлі міста, за сферою діяльності |
| Рік                                                          | 2002 р.                                                      | 2001 р.                                                      |
| ------------------------------------------------------------ | ------------------------------------------------------------ | ------------------------------------------------------------ |
| Продукти харчування                                          | 31%                                                          | 31,1%                                                        |
| Одяг та взуття                                               | 19%                                                          | 18,8%                                                        |
| Товари для дому                                              | 13,6%                                                        | 12,6%                                                        |
| Книги та періодичні видання                                  | 4,2%                                                         | 4,6%                                                         |
| Промислова хімічна продукція                                 | 7,8%                                                         | 7,9%                                                         |
| Продукція, пов'язана з транспортними засобами                | 3,1%                                                         | 3,3%                                                         |
| Інше                                                         | 21,3%                                                        | 21,6%                                                        |
| Усього підприємств                                           | 2.140                                                        | 2.168                                                        |

#### Сфера послуг
| \| Підприємства міста, що працюють у сфері послуг, за діяльністю \| Підприємства міста, що працюють у сфері послуг, за діяльністю \| Підприємства міста, що працюють у сфері послуг, за діяльністю \| \| Рік \| 2002 р. \| 2001 р. \| \| ------------------------------------------------------------- \| ------------------------------------------------------------- \| ------------------------------------------------------------- \| \| Гуртова торгівля \| 9,3% \| 10,1% \| \| Готелі та готельний бізнес \| 21,2% \| 21,2% \| \| Транспорт та зв'язок \| 15% \| 15,4% \| \| Посередницькі фінансові послуги \| 6,2% \| 6,2% \| \| Послуги підприємствам \| 11,8% \| 10,5% \| \| Послуги фізичним особам \| 26,1% \| 26,5% \| \| Нерухомість та ін. \| 10,5% \| 10% \| \| Усього підприємств \| 4.312 \| 4.150 \| |         |         |
| Підприємства міста, що працюють у сфері послуг, за діяльністю |         |         |
| Рік | 2002 р. | 2001 р. |
| Гуртова торгівля | 9,3%    | 10,1%   |
| Готелі та готельний бізнес | 21,2%   | 21,2%   |
| Транспорт та зв'язок | 15%     | 15,4%   |
| Посередницькі фінансові послуги | 6,2%    | 6,2%    |
| Послуги підприємствам | 11,8%   | 10,5%   |
| Послуги фізичним особам | 26,1%   | 26,5%   |
| Нерухомість та ін. | 10,5%   | 10%     |
| Усього підприємств | 4.312   | 4.150   |

## Житловий фонд
У 2001 р. 5,8% усіх родин (домогосподарств) мали житло метражем до 59 м², 46,2% — від 60 до 89 м², 35,9% — від 90 до 119 м² і
12,2% — понад 120 м².

З усіх будівель у 2001 р. 35,9% було одноповерховими, 23,2% — двоповерховими, 10,9% — триповерховими, 9,5% — чотириповерховими, 6,8% — п'ятиповерховими, 6,5% — шестиповерховими,
2,5% — семиповерховими, 4,8% — з вісьмома та більше поверхами.

## Автопарк
| Автомобілі, зареєстровані у місті, за призначенням | Автомобілі, зареєстровані у місті, за призначенням | Автомобілі, зареєстровані у місті, за призначенням |
| Рік                                                | 2006                                               | 2005                                               |
| -------------------------------------------------- | -------------------------------------------------- | -------------------------------------------------- |
| Приватні автомобілі                                | 72,3%                                              | 73,1%                                              |
| Мотоцикли                                          | 10,7%                                              | 10%                                                |
| Вантажівки                                         | 13,8%                                              | 13,8%                                              |
| Трактори                                           | 0,6%                                               | 0,6%                                               |
| Автобуси та ін.                                    | 2,6%                                               | 2,5%                                               |
| Усього автомобілів                                 | 83.342 шт.                                         | 81.782 шт.                                         |

## Вживання каталанської мови
У 2001 р. каталанську мову у місті розуміли 94,8% усього населення (у 1996 р. — 94,5%), вміли говорити нею 74,7% (у 1996 р. — 73,5%), вміли читати 76,1% (у 1996 р. — 72,3%), вміли писати 50,8% (у 1996 р. — 46,3%). Не розуміли каталанської мови 5,2%.

## Політичні уподобання
У виборах до Парламенту Каталонії у 2006 р. взяло участь 50.393 особи (у 2003 р. - 57.476 осіб). Голоси за політичні сили розподілилися таким чином:
| \| Вибори до Парламенту Каталонії \| Вибори до Парламенту Каталонії \| Вибори до Парламенту Каталонії \| \| Рік \| 2006 р. \| 2003 р. \| \| -------------------------------------- \| ------------------------------ \| ------------------------------ \| \| Конвергенція та Єднання (CiU) \| 28,2% \| 28,9% \| \| Соціалістична партія Каталонії (PSC) \| 27,8% \| 32% \| \| Народна партія (PP) \| 16,1% \| 17% \| \| Ініціатива за зелену Каталонію (IC) \| 6,9% \| 6,4% \| \| Республіканська лівиця Каталонії (ERC) \| 13,5% \| 14,6% \| \| Громадянська партія (C's) \| 5% \| 0% \| \| Інші \| 2,6% \| 1,1% \| |         |         |
| Вибори до Парламенту Каталонії |         |         |
| Рік | 2006 р. | 2003 р. |
| Конвергенція та Єднання (CiU) | 28,2%   | 28,9%   |
| Соціалістична партія Каталонії (PSC) | 27,8%   | 32%     |
| Народна партія (PP) | 16,1%   | 17%     |
| Ініціатива за зелену Каталонію (IC) | 6,9%    | 6,4%    |
| Республіканська лівиця Каталонії (ERC) | 13,5%   | 14,6%   |
| Громадянська партія (C's) | 5%      | 0%      |
| Інші | 2,6%    | 1,1%    |

У муніципальних виборах у 2007 р. взяло участь 50.275 осіб (у 2003 р. — 57.340 осіб). Голоси за політичні сили розподілилися таким чином:
| \| Муніципальні вибори \| Муніципальні вибори \| Муніципальні вибори \| \| Рік \| 2007 р. \| 2003 р. \| \| -------------------------------------- \| ------------------- \| ------------------- \| \| Конвергенція та Єднання (CiU) \| 23,5% \| 34,1% \| \| Соціалістична партія Каталонії (PSC) \| 40,5% \| 32,1% \| \| Народна партія (PP) \| 13,9% \| 14,9% \| \| Ініціатива за зелену Каталонію (IC) \| 4,9% \| 8,9% \| \| Республіканська лівиця Каталонії (ERC) \| 7,8% \| 9% \| \| Громадянська партія (C's) \| 0% \| 0% \| \| Інші \| 9,4% \| 1% \| |         |         |
| Муніципальні вибори |         |         |
| Рік | 2007 р. | 2003 р. |
| Конвергенція та Єднання (CiU) | 23,5%   | 34,1%   |
| Соціалістична партія Каталонії (PSC) | 40,5%   | 32,1%   |
| Народна партія (PP) | 13,9%   | 14,9%   |
| Ініціатива за зелену Каталонію (IC) | 4,9%    | 8,9%    |
| Республіканська лівиця Каталонії (ERC) | 7,8%    | 9%      |
| Громадянська партія (C's) | 0%      | 0%      |
| Інші | 9,4%    | 1%      |

## Релігія
- Центр Таррагонської архідіоцезії Католицької церкви.

## Особистості
- Жозеп Марія Жужоль (1879—1949) — каталонський архітектор і художник.
- Карлос Феррейра де ла Торре — скульптор.
- Мануель Мота — дизайнер одягу.